# Stacie Orrico (album)
Stacie Orrico è il secondo ed eponimo album in studio della cantante statunitense Stacie Orrico, pubblicato nel 2003.

## Tracce
1. Stuck – 3:41
2. (There's Gotta Be) More to Life – 3:20
3. Bounce Back – 3:01
4. I Promise – 3:17
5. Instead – 3:24
6. Hesitation – 3:14
7. Strong Enough – 3:56
8. I Could Be the One – 3:38
9. Maybe I Won't Look Back – 4:04
10. Tight – 2:29
11. That's What Love's About – 5:16